# سان-تريفييه-دو-كورت
سان-تريفييه-دو-كورت (بالفرنسية: Saint-Trivier-de-Courtes)‏ هي بلدية فرنسية تقع في إقليم الآن. رمز إنسي لها هو:1388. أما الرمز البريدي لها فهو: 1560.